# El Colorado
El Colorado is een plaats in het Argentijnse bestuurlijke gebied Pirané in de provincie Formosa. De plaats telt 12.780 inwoners.